# ELC AMX
V roce 1955 zahájilo francouzské ministerstvo obrany projekt ELC (Engin Léger de Combat). Cílem bylo vytvořit lehké bojové vozidlo, vhodné pro přepravu vzduchem. Prototyp ELC AMX měl nízkou siluetu a umístění obou členů posádky bylo ve věži vozidla. Bylo však shledáno, že lehký tank AMX-13 dokáže splnit většinu jeho úkolů a tak byl vývoj v roce 1961 zastaven.